# Дорофей Сидонский
Дорофей Сидонский (греч. Δωρόθεος; умер ок. 75 года) — греческий астролог и поэт. Проживал в городе Сидоне. Дорофей известен как автор пятитомного труда по натальной астрологии, сохранившегося в арабских переводах VI—VIII веков. Труд Дорофея является одним из образцов эллинистической дидактической поэзии. Поэма оказала влияние на Фирмика Матерна, Максима и Ретория Египетского.